# ブルース・リー・ロスチャイルド
ブルース・リー・ロスチャイルド（英語: Bruce Lee Rothschild、1941年8月26日 - ）は、カリフォルニア大学ロサンゼルス校の数学の教授。専門は組合せ数学である。

## 経歴
ロスチャイルドは1941年にロサンゼルスで生まれた。彼は1967年にØystein Oreの下、イェール大学で博士号を取得する。ロスチャイルドはポール・エルデシュといくつかの論文を書いているため、彼とのエルデシュ数は1である。

## 業績
ロスチャイルドは、ロナルド・グラハムとともに、ラムゼー理論でGraham-Rothschildパラメータセットの定理を公式化した。また彼はアメリカの数学者のJoel Spencerともラムゼー理論について共同研究した。

## 栄典・顕彰
1971年に、彼はラムゼー理論に関する業績で、他の4人の数学者とポリヤ賞 (SIAM) を受賞した。2012年に彼はアメリカ数学会に入会した。